# بيل راسيل (ملحن)
بيل راسيل (بالإنجليزية: Bill Russell)‏ هو عازف جاز وعازف كمان وملحن ومؤلف أمريكي، ولد في 26 فبراير 1905، وتوفي في 9 أغسطس 1992 في نيو أورلينز في الولايات المتحدة.

## وصلات خارجية
- بيل راسيل على موقع ميوزك برينز (الإنجليزية)
- بيل راسيل على موقع ديسكوغز (الإنجليزية)